# Изылинская пещера
Изылинская пещера — пещера, расположенная близ деревни Изылы в Тогучинском районе Новосибирской области.

## Описание
Пещера расположена в 50 м от слияния Ини с Изылы.
Залегает в светло-серой скале, которая находится в поле.
За широким входом расположен грот, сначала сужающийся по горизонтали, потом — по вертикали, через 4—5 м он расходится на три тупика.
Натёчные образования не обнаружены.
В 1970-х и 1980-х годах в пещере проводились археологические изыскания.